# Herpestes flavescens
La mangusta del Kaokoveld (Herpestes flavescens Bocage, 1889) è un carnivoro appartenente alla famiglia degli Erpestidi. Vive nelle regioni aride dell'Africa sud-occidentale, in particolare nella regione a cui deve il nome, il Kaokoveld. In precedenza, è stata a varie riprese considerata come una sottospecie della mangusta rossastra o della mangusta grigia del Capo, ma oggi è considerata come una specie separata.

## Descrizione
La mangusta del Kaokoveld è una mangusta dalle dimensioni relativamente piccole, caratterizzata da una corporatura snella come quella della mangusta rossastra, sua stretta parente. Pesa 550-907 g. Il corpo misura tra i 310 e i 350 mm di lunghezza, con i maschi leggermente più grandi. La coda misura all'incirca quanto il resto del corpo (320–360 mm). La colorazione è molto variabile, e va dal rossastro o giallastro fino al marrone scuro o al nero. Il cranio, con una lunghezza compresa tra i 63 e i 68 mm, è più grande di quello della mangusta rossastra, ma più piccolo di quello della mangusta grigia del Capo. Sul campo, la mangusta del Kaokoveld può essere confusa con la mangusta grigia del Capo, in quanto gli areali delle due specie si sovrappongono in parte.

## Distribuzione e habitat
La mangusta del Kaokoveld è limitata all'Africa sud-occidentale, dove abita le zone aride comprese tra la Namibia nord-occidentale e l'Angola sud-occidentale. Si incontra in habitat aridi caratterizzati da vegetazione non troppo fitta, ma evita tuttavia le aree ricoperte da deserto vero e proprio.

## Biologia
La mangusta del Kaokoveld si nutre principalmente di piccoli mammiferi, uccelli, rettili e insetti. Inoltre, mangia anche le larve che si sviluppano sulle carcasse degli animali, oltre a frutti carnosi. La specie sembra essere prevalentemente diurna. Queste manguste vengono avvistate per lo più singolarmente, ma raramente anche in gruppi di due o tre animali. Talvolta, nelle vicinanze di carcasse di grossi animali, sono stati avvistati anche fino a cinque individui. In tali contesti, questi animali si dimostrano a volte aggressivi nei confronti dei conspecifici. I dati inerenti alle dimensioni del territorio sono scarsi. Sui monti Erongo, in Namibia, un maschio munito di radiocollare si spostava su una superficie di 145 ettari.

## Tassonomia

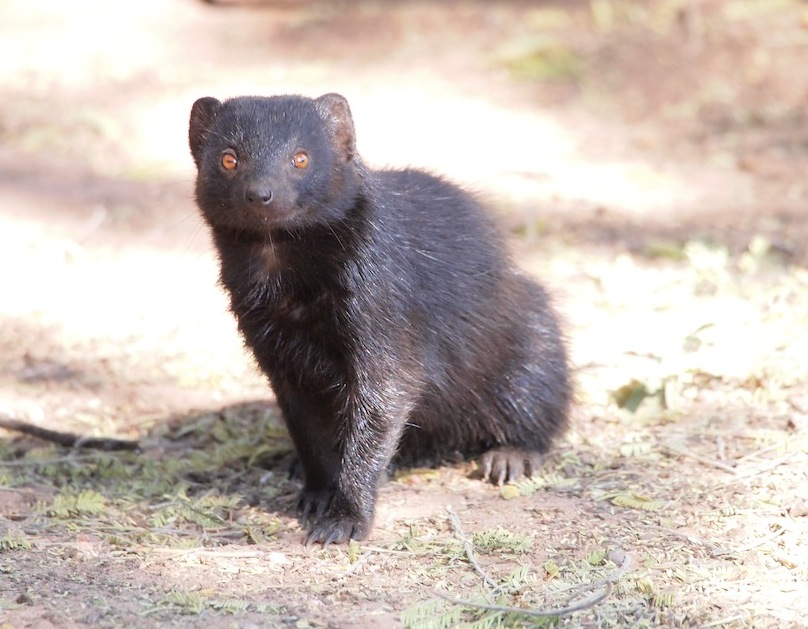
Esemplare della forma melanica.

A causa della varietà di forme cromatiche, la tassonomia della specie è complessa e ha una storia complicata. Già nel 1928, gli esemplari diffusi nel Kaokoveld, caratterizzati da una colorazione scura, venivano considerati come una specie a sé, denominata Myonax nigratus. Successivamente, questi animali furono trattati come una sottospecie della mangusta grigia del Capo. A complicare ancora di più le cose, in precedenza, nel 1889, gli esemplari diffusi in Angola, di colore fulvo, erano stati descritti come una sottospecie della mangusta rossastra, con il nome di Herpestes ochraceus flavescens. Oggi, entrambe le forme (la nigratus e la flavescens) vengono unite assieme e considerate come due forme cromatiche distinte di una specie a sé. Come sempre, in tassonomia, l'appellativo più antico gode del diritto di precedenza, e la specie ha ricevuto il nome Herpestes flavescens. Anche quelle che in passato erano considerate due sottospecie della mangusta del Capo (la annulata e la shortridgei) sono risultate essere delle manguste del Kaokoveld. Gli esemplari della forma shortridgei presentano una colorazione variabile tra il castano chiaro e il giallognolo, mentre quelli che in precedenza erano classificati come Myonax nigratus hanno il manto di colore tra il marrone scuro e il nero. Sembra che gli esemplari completamente neri si rinvengano preferibilmente in habitat dove sono presenti blocchi di granito scuri.

## Conservazione
Sulla sua Lista Rossa, la IUCN classifica la mangusta del Kaokoveld come specie «a rischio minimo» (Least Concern). Nonostante la ridotta estensione dell'areale e l'adattamento ad un habitat specifico, la specie è localmente abbastanza comune. Inoltre, è presente anche in alcune aree protette, come il parco nazionale di Etosha e il parco nazionale della Costa degli Scheletri.